# Moritz Rasmussen
Moritz Thorvald Rasmussen (* 14. Dezember 1878 in Kopenhagen; † 21. September 1965) war ein dänischer Leichtathlet und Sportfunktionär. 

## Karriere
Moritz Rasmussen gewann in der Leichtathletik von 1901 bis 1910 vier nationale Meistertitel sowie sechsmal Silber und viermal Bronze. Am 15. Januar 1930 war er Gründungsmitglied des dänischen Badmintonverbandes Danmarks Badminton Forbund. Diesem Verband saß er auch in den Jahren 1933 und 1934 als Präsident vor.